# Dolmen von Pen-ar-Run

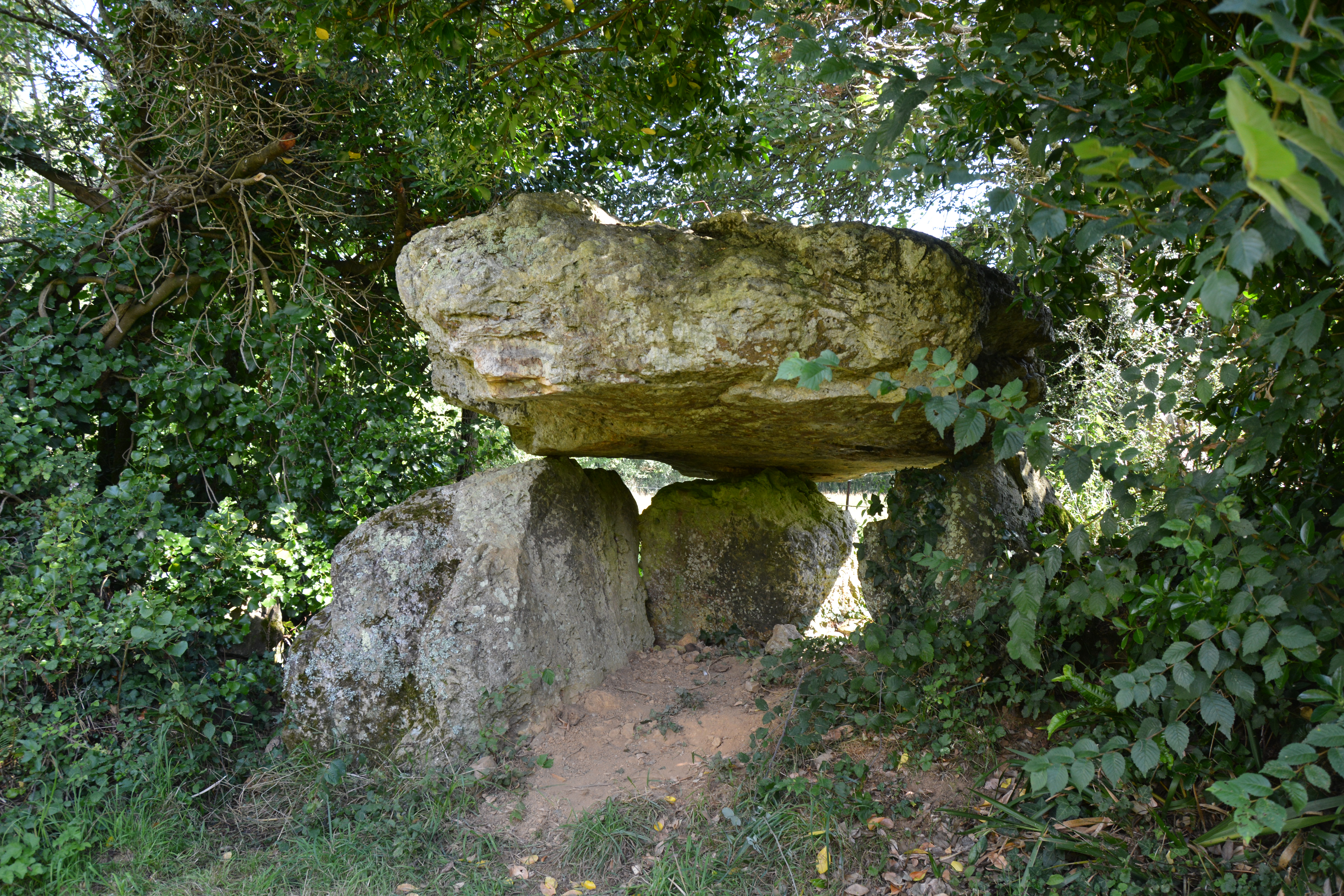
Dolmen de Pen-ar-Run

Der Dolmen von Pen-ar-Run liegt nordwestlich von Telgruc-sur-Mer auf der Crozon-Halbinsel im Département Finistère  in der Bretagne in Frankreich Dolmen ist in Frankreich der Oberbegriff für neolithische Megalithanlagen aller Art (siehe: Französische Nomenklatur).
Der kleine einfache Dolmen (französisch Dolmen simple), der den einen Teil einer Hecke bildet, hat einen etwa 2,5 × 2,0 m messenden Deckstein, der auf drei Tragsteinen aufliegt. Auf der Crozon-Halbinsel war dieser Dolmentyp sehr verbreitet.

## Siehe auch

Dolmen von Pen-ar-Run
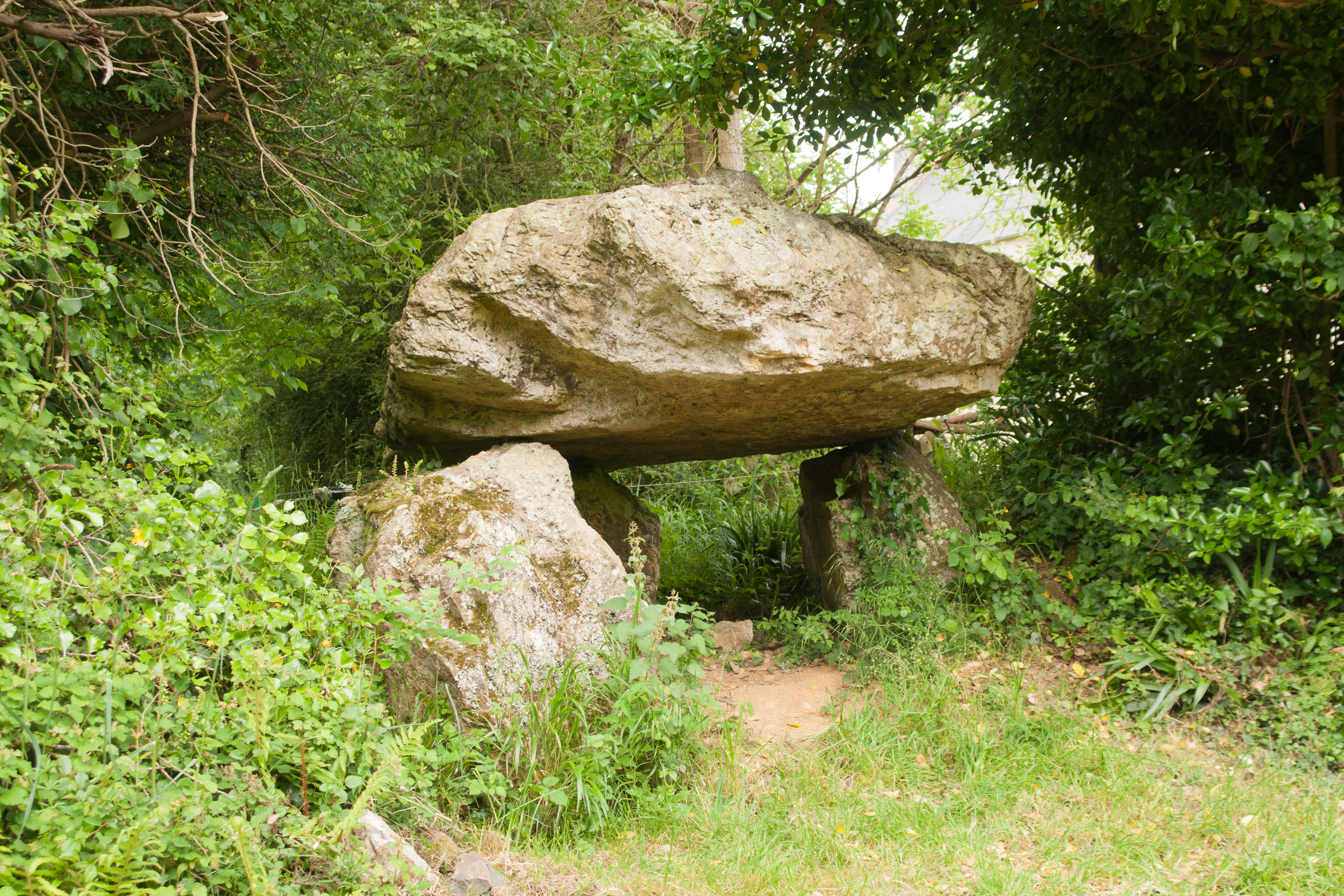
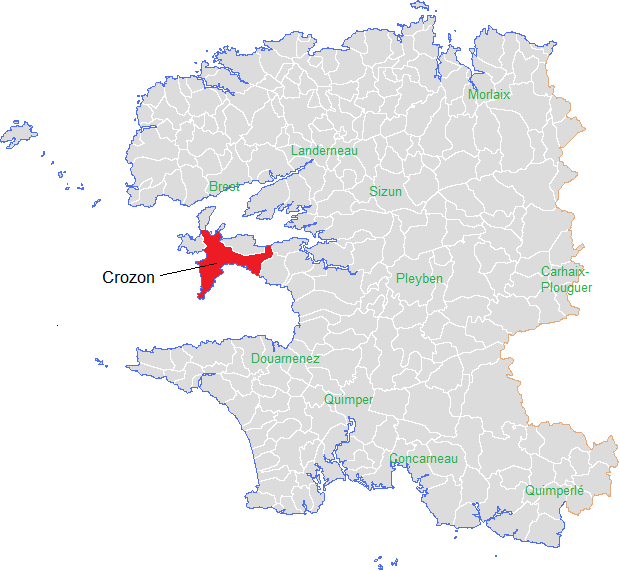
Halbinsel Crozon
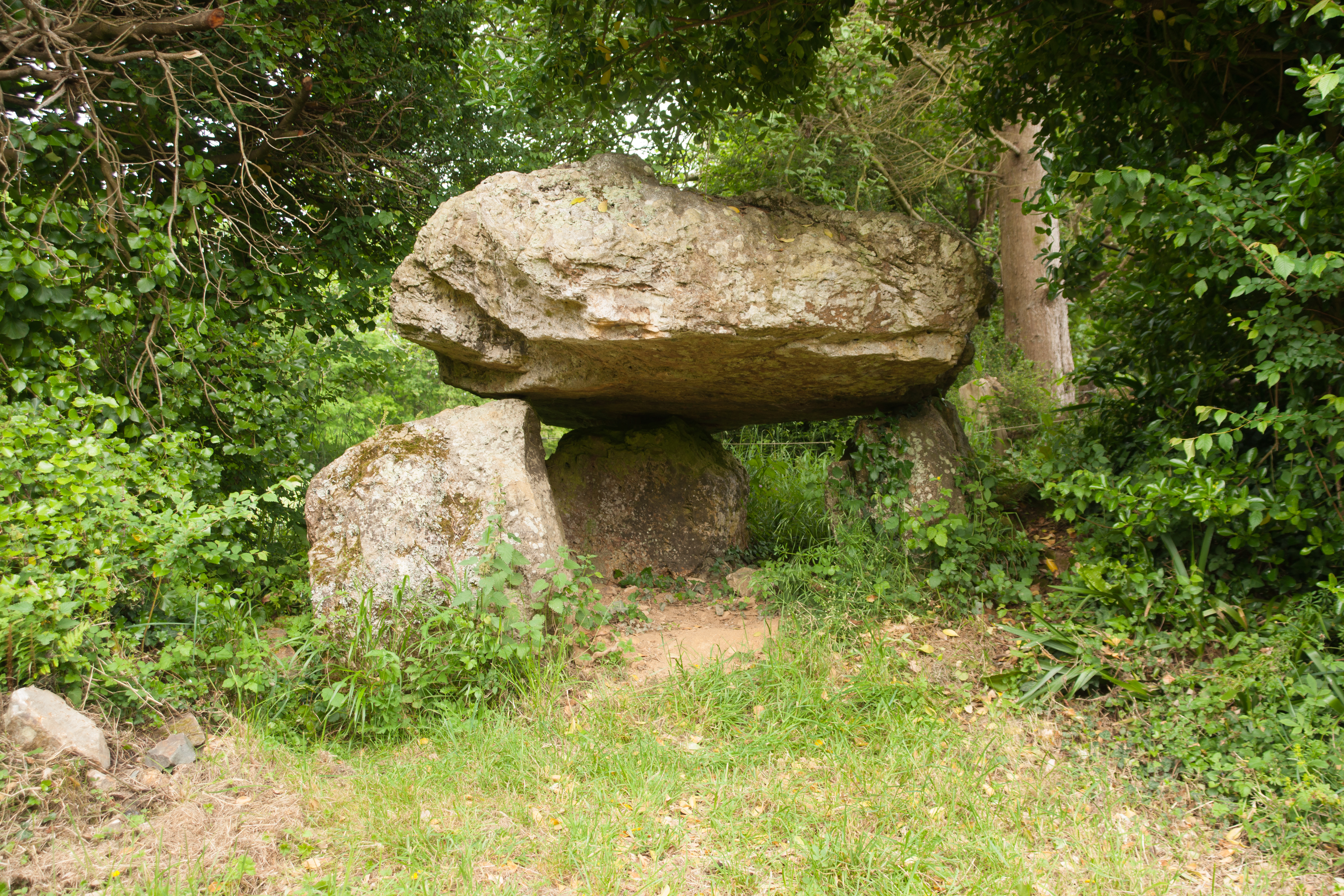